# Редвуд Вали (Калифорнија)
Редвуд Вали (енгл. Redwood Valley) насељено је место без административног статуса у америчкој савезној држави Калифорнија.

## Демографија
По попису из 2010. године број становника је 1.729.
| Група             | 2000.    | 2010.         |
| Белци             | 0 (0,0%) | 1.332 (77,0%) |
| Афроамериканци    | 0 (0,0%) | 7 (0,4%)      |
| Азијати           | 0 (0,0%) | 10 (0,6%)     |
| Хиспаноамериканци | 0 (0,0%) | 305 (17,6%)   |
| Укупно            | 0        | 1.729         |